# Верхні Ківари
Верхні Ківа́ри (рос. Верхние Кивары) — присілок у складі Шарканського району Удмуртії, Росія.

## Населення
Населення — 237 осіб (2010; 292 у 2002).
Національний склад станом на 2002:
- удмурти — 96 %

## Урбаноніми[3]
- вулиці — Починовська, Центральна, Шкільна
- провулки — Верхній